# Benayes
Benayes är en kommun i departementet Corrèze i regionen Nouvelle-Aquitaine i de centrala delarna av Frankrike. Kommunen ligger  i kantonen Lubersac som tillhör arrondissementet Brive-la-Gaillarde. År 2022 hade Benayes 222 invånare.

## Befolkningsutveckling
Antalet invånare i kommunen Benayes
Referens:INSEE